# 서버 전송 이벤트
서버 전송 이벤트(Server-sent events, SSE)는 클라이언트가 HTTP 연결을 통해 서버로부터 자동 업데이트를 수신할 수 있도록 하는 서버 푸시 기술이며, 초기 클라이언트 연결이 설정된 후 서버가 클라이언트를 향한 데이터 전송을 시작하는 방법을 설명한다. 이는 일반적으로 브라우저 클라이언트에 메시지 업데이트 또는 지속적인 데이터 스트림을 보내는 데 사용되며 클라이언트가 이벤트 스트림을 수신하기 위해 특정 URL을 요청하는 EventSource라는 자바스크립트 API를 통해 기본 브라우저 간 스트리밍을 향상시키도록 설계되었다. EventSource API는 WHATWG에 의해 HTML Living Standard의 일부로 표준화되었다. SSE의 미디어 유형은 text/event-stream이다.
파이어폭스 6+, 구글 크롬 6+, 오페라 11.5+, 사파리 5+, 마이크로소프트 엣지 79+ 등 모든 최신 브라우저는 서버에서 전송되는 이벤트를 지원한다.

## 역사
SSE 메커니즘은 2004년에 시작된 "WHATWG 웹 애플리케이션 1.0" 제안의 일부로 이안 힉슨(Ian Hickson)에 의해 처음 지정되었다. 2006년 9월 오페라 웹 브라우저는 "서버 전송 이벤트"라는 기능으로 실험적 기술을 구현했다.

## 예시
```
var
 
source
 
=
 
new
 
EventSource
(
'updates.cgi'
);

source
.
onmessage
 
=
 
function
 
(
event
)
 
{

  
alert
(
event
.
data
);

};

```

## 같이 보기
- 푸시 기법
- 코멧 (프로그래밍)